# Титанија (сателит)
Титанија је Уранов највећи природни сателит. Кружи око Урана на удаљености око 436.270 км. Полупречник јој износи 788.9 км, а маса 3:49×10 кг. Титаниа је врло слична Аријелу, иако је већа.
Открио ју је Вилијам Хершел, 1787. године. Војаџер 2 (1986) је једина летелица која је посетила Титанију. Површина Титаније је пуна кратера и кањона, а видљиво је и неколико великих базена (врло великих кратера). Као и код Аријела, стотинама километара дугачке долине се међусобно секу.